# Велш (Луизијана)
Велш (енгл. Welsh) град је у америчкој савезној држави Луизијана.

## Демографија
По попису из 2010. године број становника је 3.226, што је 154 (-4,6%) становника мање него 2000. године.
| Група             | 2000.         | 2010.         |
| Белци             | 2.613 (77,3%) | 2.472 (76,6%) |
| Афроамериканци    | 709 (21,0%)   | 655 (20,3%)   |
| Азијати           | 1 (0,0%)      | 2 (0,1%)      |
| Хиспаноамериканци | 37 (1,1%)     | 45 (1,4%)     |
| Укупно            | 3.380         | 3.226         |